# Thư viện Bodleian
Thư viện Bodleian (/ˈbɒdliən, bɒdˈliːən/) là thư viện chính của đại học Oxford, một trong các thư viện lâu đời nhất ở châu Âu và ở Anh và là thư viện lớn thứ 2 với hơn 12 triệu đầu sách chỉ sau thư viện Anh. Theo Đạo luật Lưu chiểu Thư viện 2003, đây là một trong sáu thư viện lưu chiểu cho các tác phẩm được xuất bản tại Vương quốc Anh và theo Luật Ailen, nó có quyền yêu cầu một bản sao của mỗi cuốn sách được xuất bản tại Cộng hòa Ireland. Được các học giả Oxford gọi là "Bodley" hay "Bod", nó hoạt động chủ yếu như một thư viện để tham khảo và nói chung, các tài liệu không được rút khỏi các phòng đọc.
Vào năm 2000, một số thư viện trong Đại học Oxford đã được tập hợp lại cho các mục đích hành chính dưới sự bảo trợ ban đầu được gọi là Dịch vụ Thư viện Đại học Oxford (OULS), và từ năm 2010 là Thư viện Bodleian, trong đó Thư viện Bodleian là thành viên lớn nhất.
Tất cả các trường đại học của Đại học Oxford đều có thư viện riêng, một số đó đã được thành lập trước cả Bodleian và tất cả đều độc lập hoàn toàn với Bodleian. Tuy nhiên, họ tham gia vào OLIS (Hệ thống thông tin thư viện Oxford), danh mục liên minh trực tuyến của Thư viện Bodleian. Phần lớn tài liệu lưu trữ của thư viện đã được số hóa và đưa lên mạng để mọi người đều có thể truy cập công khai vào năm 2015.

## Trang web và quy định
Thư viện Bodleian chiếm năm tòa nhà gần Đường Broad: Thư viện Duke Humfrey của thế kỷ 15, Trường Tứ giác thế kỷ 17, Tòa nhà Clarendon và Radcliffe Camera thế kỷ 18 và Thư viện Weston thế kỷ 20 và 21. Từ thế kỷ 19, một số cửa hàng ngầm đã được xây dựng, trong khi khu vực lưu trữ ngoài khu vực chính nằm ở South Marston ngoại Swindon.

### Nhận vào

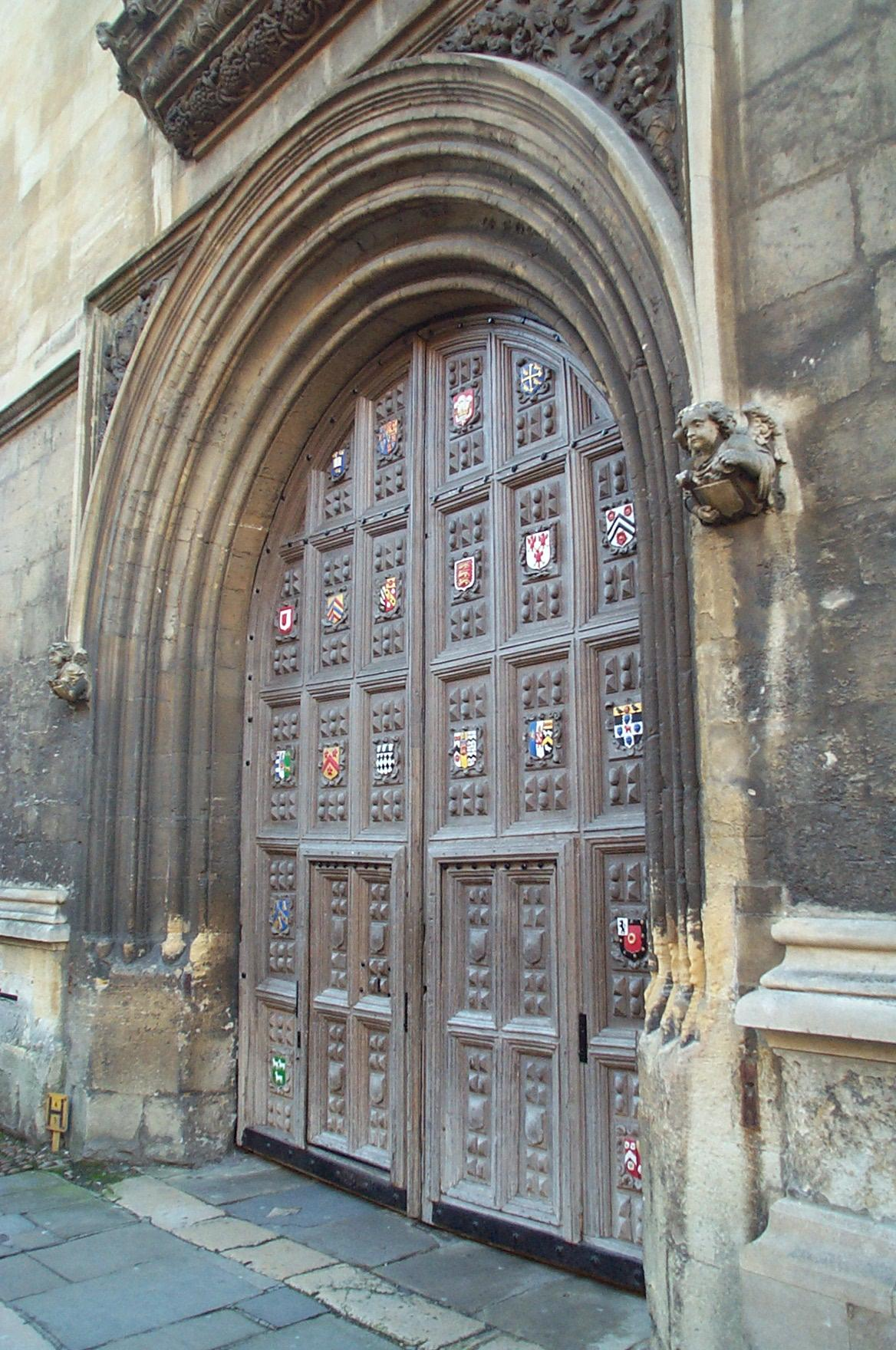
Lối vào thư viện, với huy hiệu các trường cao đẳng Oxford

Trước khi được cấp quyền vào thư viện, độc giả mới được yêu cầu đồng ý với một tuyên bố chính thức. Tuyên bố này theo truyền thống là một lời thề bằng miệng, nhưng bây giờ thường được thực hiện bằng cách ký một lá thư. Văn phòng tuyển sinh Bodleian đã tích lũy một bộ sưu tập lớn các bản dịch bao gồm hơn một trăm ngôn ngữ khác nhau vào mùa xuân 2017 — cho phép những người không phải là người nói tiếng Anh bản ngữ đọc nó bằng ngôn ngữ mẹ đẻ. Văn bản tiếng Anh của tờ khai như sau:
I hereby undertake not to remove from the Library, nor to mark, deface, or injure in any way, any volume, document or other object belonging to it or in its custody; not to bring into the Library, or kindle therein, any fire or flame, and not to smoke in the Library; and I promise to obey all rules of the Library.

Tạm dịch:
Tôi cam kết không rút khỏi Thư viện, cũng như không đánh dấu, làm mất hoặc gây hư hại dưới bất kỳ hình thức nào, bất kỳ tập sách, tài liệu hoặc đối tượng nào khác thuộc về nó hoặc trong nơi cất giữ của nó; không được mang vào Thư viện, hoặc đốt, bất kỳ ngọn lửa nào và không hút thuốc trong Thư viện; và tôi hứa sẽ tuân thủ tất cả các quy tắc của Thư viện.
Đây là bản dịch của lời thề Latin truyền thống (phiên bản gốc không cấm hút thuốc lá, mặc dù các thư viện vẫn áp dụng việc cấm vì hỏa hoạn sẽ rất nguy hiểm đối với kho tài liệu khổng lồ này):
Do fidem me nullum librum vel instrumentum aliamve quam rem ad bibliothecam pertinentem, vel ibi custodiae causa depositam, aut e bibliotheca sublaturum esse, aut foedaturum deformaturum aliove quo modo laesurum; item neque ignem nec flammam in bibliothecam inlaturum vel in ea accensurum, neque fumo nicotiano aliove quovis ibi usurum; item promitto me omnes leges ad bibliothecam Bodleianam attinentes semper observaturum esse.

## Lịch sử

### Thế kỷ XIV và XV

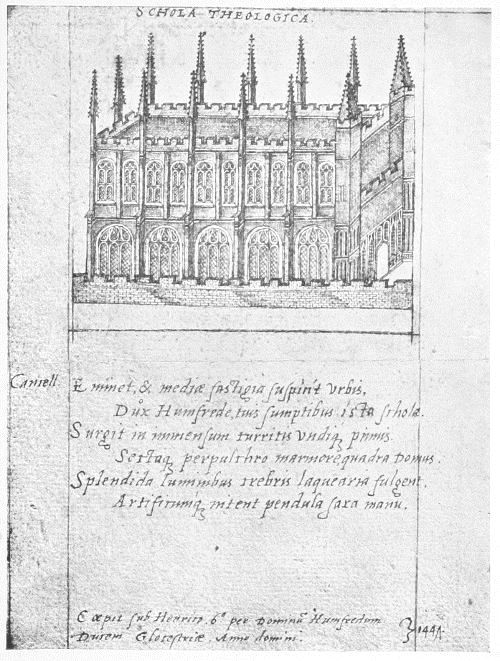
Thư viện năm 1566, được vẽ bởi John Bereblock và trao cho Nữ hoàng Elizabeth I như một phần của cuốn sách khi lần đầu tiên đến thăm Oxford.

Trong khi Thư viện Bodleian ngày nay thành lập vào năm 1602, nguồn gốc của nó có thể còn xa hơn. Dự định ban đầu thư viện được xây dựng đã tồn tại ở Oxford vào thế kỷ XIV dưới quyết tâm của Thomas Cobham, Giám mục của Worcester (tựu nhiệm 1327). Bộ sưu tập nhỏ các chuỗi sách này nằm ở phía bắc của Nhà thờ Đại học St Mary the Virgin trên đường High. Bộ sưu tập này tiếp tục phát triển ổn định, nhưng khi Humphrey, Công tước Gloucester (anh trai của Henry V của Anh) tặng một bộ sưu tập lớn các bản thảo trong khoảng thời gian từ 1435 đến 1437, không gian được coi là không đủ và cần phải có một tòa nhà lớn hơn. Một căn phòng phù hợp cuối cùng đã được xây dựng phía trên Trường học Divinity và hoàn thành vào năm 1488. Căn phòng này tiếp tục được gọi là Thư viện của Công tước Humfrey. Sau năm 1488, trường đại học ngừng chi tiền cho việc bảo trì và mua lại của thư viện, và các bản thảo bắt đầu được chuyển đến thư viện.

### Ngài Thomas Bodley và tái lập Thư viện Đại học
Thư viện đã trải qua thời kỳ suy tàn vào cuối thế kỷ XVI: đồ nội thất thư viện đã được bán và chỉ có ba trong số những cuốn sách gốc thuộc về Công tước Humphrey trong bộ sưu tập. Trong triều đại của Edward VI, đã có một cuộc thanh trừng các bản thảo "mê tín" (liên quan đến Công giáo). Mãi đến năm 1598, thư viện bắt đầu phát triển mạnh thêm một lần nữa, khi Thomas Bodley (một cựu đồng nghiệp của trường cao đẳng Merton, người đã kết hôn với một góa phụ giàu có) đã viết cho Phó hiệu trưởng của trường đại học đề nghị hỗ trợ cho sự phát triển của thư viện. Sáu trong số các đại học Oxford được giao nhiệm vụ giúp Bodley cải tạo thư viện vào tháng 3 năm 1598. Thư viện Duke Humfrey đã được trang bị lại và Bodley đã tặng một số sách của riêng mình để hỗ trợ cho thư viện. Thư viện chính thức được mở cửa trở lại vào ngày 8 tháng 11 năm 1602 dưới tên "Thư viện Bodleian" (chính thức là Thư viện Bodley). Có khoảng hai ngàn cuốn sách trong thư viện tại thời điểm này, với Sổ đăng ký của nhà hảo tâm được trang trí công phu, để khuyến khích quyên góp.
Lợi ích thu thập của Bodley rất đa dạng; Theo nhà sử học của thư viện Ian Philip, vào đầu tháng 6 năm 1603, ông đã cố gắng lấy các bản thảo từ Thổ Nhĩ Kỳ và đó là trong thời gian cùng năm mà cuốn sách Trung Quốc đầu tiên được mua.", mặc dù không ai ở Oxford có thể hiểu việc họ làm vào thời điểm đó. Vào năm 1605, Francis Bacon đã đưa cho thư viện một bản sao của The Advancement of Learning (Sự tiến bộ của việc học). Vào thời điểm này, có rất ít sách viết bằng tiếng Anh trong thư viện, một phần vì công việc học tập không được thực hiện bằng tiếng Anh. Thomas James đề nghị Bodley nên yêu cầu Công ty của Stationers cung cấp một bản sao của tất cả các cuốn sách được in cho Bodleian và vào năm 1610, Bodley đã thỏa thuận với công ty để đưa một bản sao của mỗi cuốn sách được đăng ký với họ vào thư viện. Bộ sưu tập Bodleian phát triển nhanh đến mức tòa nhà được mở rộng giữa năm 1610,1616, (được gọi là Arts End) và một lần nữa vào năm 1634-1637. Khi John Selden qua đời vào năm 1654, ông đã để lại cho Bodleian bộ sưu tập sách và bản thảo lớn của mình. Việc bổ sung sau này vào Thư viện Duke Humfrey tiếp tục được gọi là "Selden End".
Đến năm 1620, 16.000 tài liệu đã nằm trong bộ sưu tập của Bodleian. Bất cứ ai muốn sử dụng Bodleian đều phải mua một bản sao của danh mục thư viện 1620 với chi phí là 2 shilling và 8 pence.

### Trường Tứ giác và Tháp Năm Tầng
Vào thời điểm Bodley qua đời vào năm 1613, kế hoạch mở rộng của ông mới chỉ bắt đầu. Trường Tứ giác (đôi khi được gọi là "Trường Tứ giác cũ" hay "Thư viện cũ") được xây dựng từ năm 1613 đến 1619 bằng cách thêm ba cánh vào Proscholium và Arts End. Tháp của nó tạo thành lối vào chính của thư viện và được gọi là Tháp của Năm Tầng. Tháp được đặt tên như vậy bởi vì nó được trang trí, theo thứ tự tăng dần, với các cột của mỗi năm thứ tự của kiến trúc cổ điển: Tuscan, Doric, Ionic, Corinthian và Composite.
Ba cánh của tứ giác có ba tầng: các phòng trên mặt đất và các tầng trên của tứ giác (không bao gồm Thư viện Duke Humfrey, phía trên Trường Divinity) ban đầu được sử dụng làm không gian giảng đường và phòng trưng bày nghệ thuật. Các phòng giảng vẫn được chỉ định bởi các chữ khắc trên các cửa (xem hình minh họa). Khi các bộ sưu tập thư viện mở rộng, các phòng này dần dần được tiếp quản, các phòng giảng và phòng kiểm tra của trường đại học đã được chuyển vào tòa nhà của trường đại học mới được xây. Bộ sưu tập nghệ thuật đã được chuyển đến Ashmolean. Một trong những ngôi trường được sử dụng để tổ chức triển lãm kho báu của thư viện, hiện đã chuyển đến Thư viện Weston đã được cải tạo, trong khi các trường khác được sử dụng làm văn phòng và phòng họp cho quản trị viên thư viện, phòng chung của độc giả và cửa hàng quà tặng nhỏ.

### Cuối thế kỷ XVII và XVIII

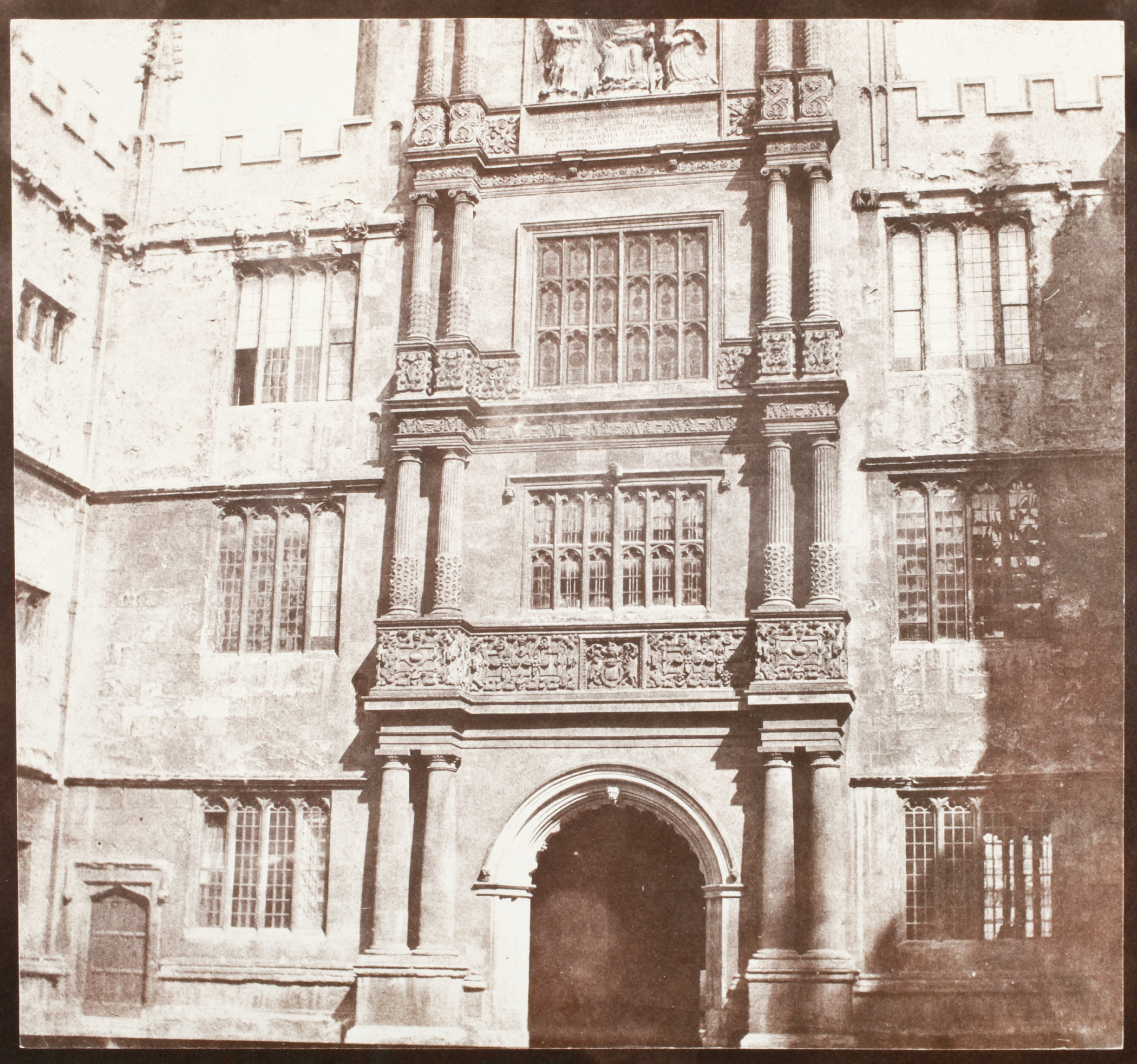
Tháp Năm Tầng chụp bởi Henry Fox Talbot, khoảng năm 1843 hoặc 1846

Cho đến khi thành lập Bảo tàng Anh năm 1753, Bodleian thực sự là thư viện quốc gia của Anh. Sau Bodleian, Thư viện Đại học Cambridge và Thư viện Hoàng gia là những nơi có bộ sưu tập sách phong phú nhất ở Anh và xứ Wales.
Nhà thiên văn học Thomas Hornsby đã quan sát quá cảnh của Sao Kim từ Tháp Năm Tầng vào năm 1769.
Một bộ sưu tập lớn các bản thảo thời trung cổ của Ý đã được mua từ Matteo Luigi Canonici vào năm 1817. Năm 1829, thư viện đã mua bộ sưu tập của Rabbi David Oppenheim, thêm vào bộ sưu tập tiếng Do Thái của nó.

### Radcliffe Camera
Vào cuối thế kỷ 19, sự phát triển hơn nữa của thư viện đòi hỏi nhiều không gian mở rộng hơn. Năm 1860, thư viện được phép tiếp quản tòa nhà liền kề, được gọi là Radcliffe Camera. Năm 1861, các bộ sưu tập khoa học và y tế của Thư viện đã được chuyển đến Thư viện Khoa học Radcliffe, được xây dựng ở phía bắc bên cạnh Bảo tàng Đại học.

### Tòa nhà Clarendon
Tòa nhà Clarendon được thiết kế bởi Nicholas Hawksmoor và được xây dựng từ năm 1711 đến 1715, ban đầu để chứa các máy in của Nhà xuất bản Đại học Oxford. Nó đã bị báo chí bỏ trống vào đầu thế kỷ 19, và được sử dụng bởi các trường đại học cho mục đích hành chính. Năm 1975, nó đã được bàn giao cho Thư viện Bodleian, và hiện cung cấp không gian văn phòng và hội họp cho các thành viên cao cấp của nhân viên.

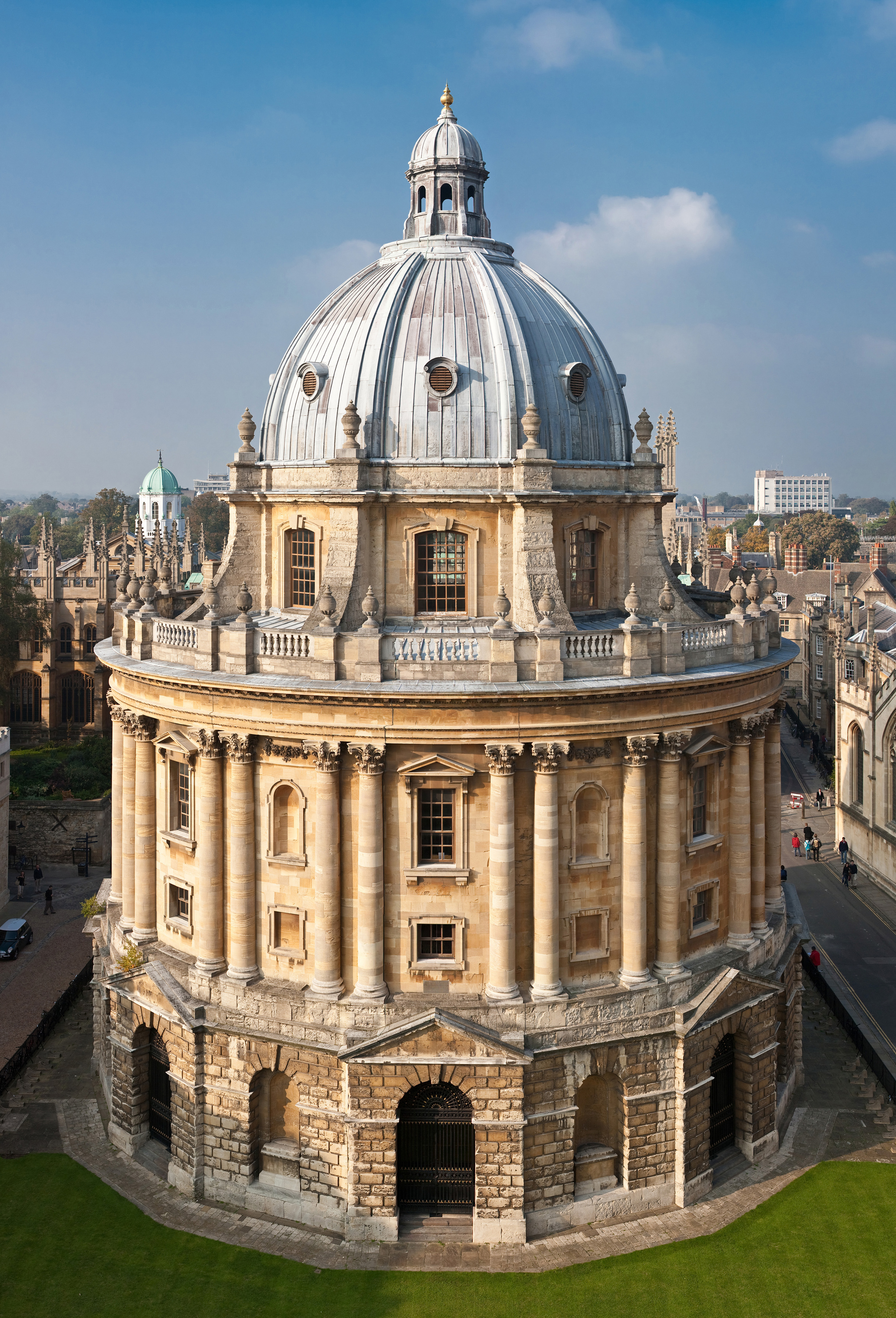
Radcliffe Camera, nhìn từ Nhà thờ Đại học

### Thế kỷ XX và sau
Năm 1907, thủ thư lúc đó, Nicholson, đã bắt đầu một dự án sửa đổi danh mục sách in. Năm 1909, Thủ tướng Nepal, Chandra Shum Shere, đã tặng một bộ sưu tập lớn văn học tiếng Phạn cho thư viện.
Năm 1911, Luật bản quyền (bây giờ được thay thế bởi Đạo luật Lưu chiểu Thư viện 2003) tiếp tục thỏa thuận của các nhân viên văn phòng bằng cách biến Bodleian trở thành một trong sáu thư viện (tại thời điểm đó) lưu chiểu hợp pháp tại Vương quốc Anh, nơi phải gửi một bản sao của mỗi cuốn sách có bản quyền.
Giữa năm 1909 và 1912, một nhà sách dưới lòng đất đã được xây dựng bên dưới Radcliffe Camera và Quảng trường Radcliffe. Năm 1914, tổng số sách trong thư viện Các bộ sưu tập đã chạm mốc 1 triệu. Đến năm 1915, chỉ một phần tư danh mục sửa đổi đã được hoàn thành, một nhân viên thư viện gặp khó khăn hơn do chiến tranh, phục vụ trong lực lượng vũ trang hoặc tình nguyện phục vụ trong bệnh viện. Vào tháng 7 năm 1915, những cuốn sách giá trị nhất đã được chuyển đến một địa điểm bí mật do lo sợ rằng Oxford sẽ bị đánh bom, và một đội cứu hỏa tình nguyện đã được đào tạo và sẵn sàng, nhưng Oxford đã thoát khỏi Thế chiến thứ nhất mà không bị ném bom. Đến thập niên 1920, thư viện cần không gian mở rộng hơn nữa và vào năm 1937, công việc xây dựng bắt đầu trên tòa nhà Bodleian mới, đối diện Tòa nhà Clarendon ở góc đông bắc của Phố Broad.
Bodleian mới được thiết kế bởi kiến trúc sư Sir Giles Gilbert Scott. Việc xây dựng được hoàn thành vào năm 1940. Tòa nhà có thiết kế ziggurat sáng tạo, với 60% giá sách dưới mặt đất. Một đường hầm dưới phố Broad kết nối các tòa nhà Bodleian cũ và mới, và có một lối đi dành cho người đi bộ, một băng tải sách cơ khí và hệ thống ống Lamson khí nén được sử dụng cho các đơn đặt hàng sách cho đến khi hệ thống yêu cầu ngăn xếp tự động điện tử được giới thiệu vào năm 2002. Hệ thống ống Lamson tiếp tục được sử dụng bởi những độc giả yêu cầu bản thảo được gửi đến thư viện của Công tước Humfrey cho đến khi nó ngừng sử dụng vào tháng 7 năm 2009. Vào năm 2010, thông báo rằng băng tải đã vận chuyển sách dưới phố Broad từ những năm 1940, sẽ ngừng hoạt động và tháo dỡ vào ngày 20 tháng 8 năm 2010. Bodleian mới đóng cửa vào ngày 29 tháng 7 năm 2011.

### Hiện tại và tương lai của các thư viện

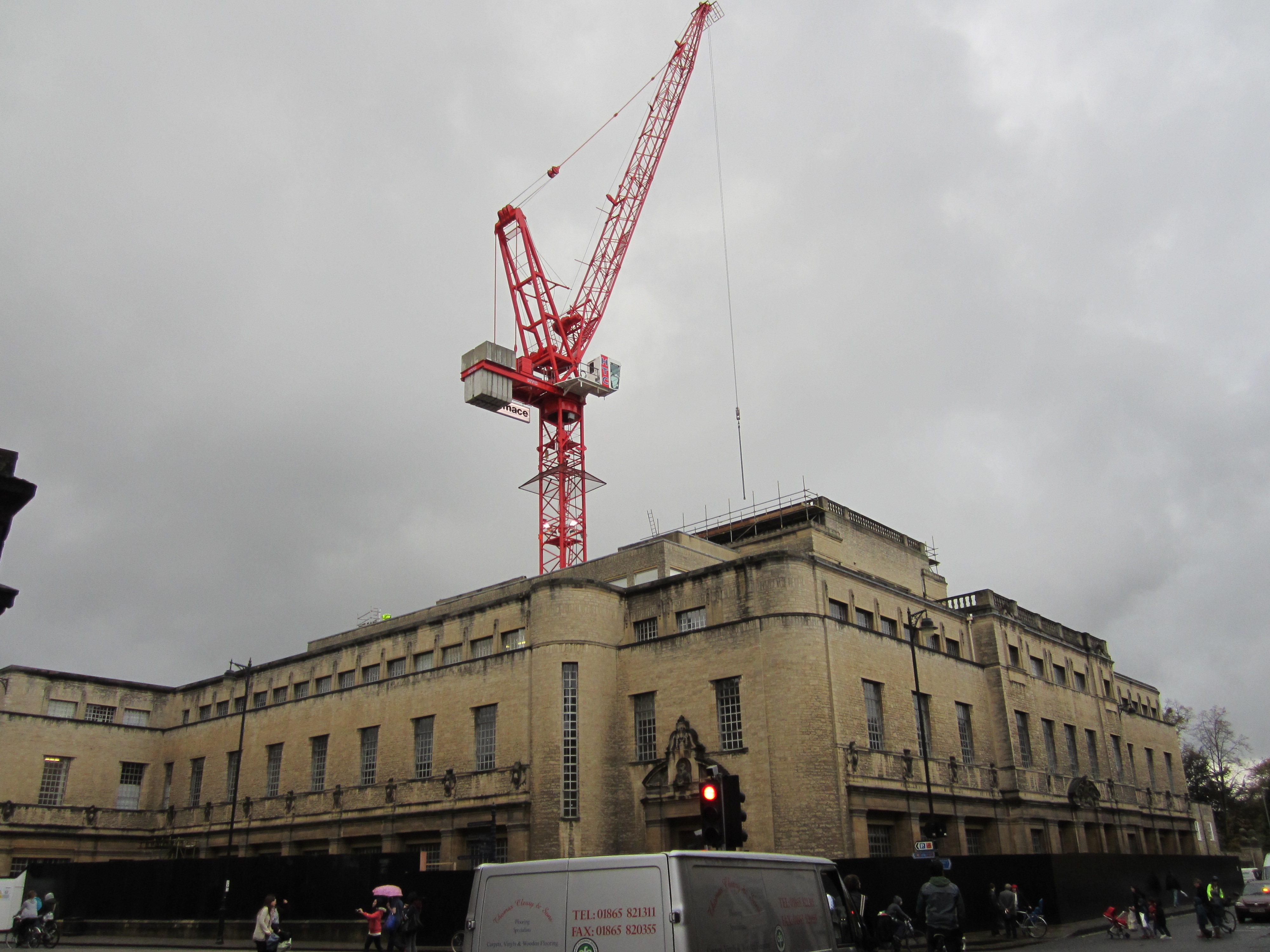
Thư viện Bodleian mới đóng cửa trong một đợt trùng tu lớn vào tháng 11 năm 2011

Tòa nhà Bodleian mới được xây dựng lại phía sau mặt tiền ban đầu của nó để cung cấp các khu lưu trữ được cải thiện cho các vật liệu nguy hiếm và dễ vỡ, cũng như các cơ sở tốt hơn cho độc giả và du khách. Ý tưởng xây dựng mới được thiết kế bởi Wilkinson Eyre Architects và MEP design cùng tư vấn kỹ thuật của Hurley Palmer Flatt. Nó mở cửa trở lại cho độc giả với tên là Thư viện Weston vào ngày 21 tháng 3 năm 2015. Vào tháng 3 năm 2010, nhóm các thư viện được gọi chung là "Dịch vụ thư viện của Đại học Oxford" đã được đổi tên thành "Các Thư viện Bodleian", do đó cho phép các thành viên Oxford bên ngoài Bodleian có được cái danh tiếng của thương hiệu Bodleian. Tòa nhà được đề cử giải thưởng Sterling 2016.
Vào tháng 11 năm 2015, các bộ sưu tập của nó lên 12 triệu vật phẩm với việc mua lại "POETICAL ESSAY on the EXISTING STATE OF THINGS" của Shelley. Họ nghĩ nó đã mất từ ngay sau khi xuất bản vào năm 1811 cho đến khi một bản sao được phát hiện lại trong một bộ sưu tập tư nhân vào năm 2006, Bodleian đã số hóa cuốn sách nhỏ 20 trang để mọi người có thể truy cập trực tuyến. Bài thơ gây tranh cãi và bài tiểu luận đi kèm được cho là đã góp phần khiến nhà thơ bị gửi xuống từ Đại học Oxford.

## Sao chép và bảo quản vật liệu

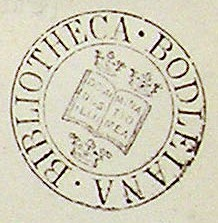
Ex libris, tem của Thư viện Bodleian, khoảng năm 1830.

Thư viện vận hành một chính sách nghiêm ngặt về sao chép tài liệu. Cho đến gần đây, việc sao chép tài liệu thư viện cá nhân không được phép, vì có lo ngại rằng sao chép và xử lý quá mức sẽ dẫn đến thiệt hại. Tuy nhiên, hiện tại các cá nhân có thể sao chép hầu hết các tài liệu được xuất bản sau năm 1900 và dịch vụ qua trung gian nhân viên được cung cấp cho một số loại tài liệu nhất định từ năm 1801 đến 1900. Máy quét cầm tay và máy ảnh kỹ thuật số cũng được phép sử dụng trên hầu hết các ấn phẩm sau 1900 và máy ảnh kỹ thuật số có thể cũng được sử dụng cho vật liệu cũ hơn. Thư viện sẽ cung cấp các bản quét kỹ thuật số của hầu hết các tài liệu trước năm 1801. Các bản sao vi mô đã được tạo thành từ nhiều vật phẩm dễ vỡ nhất trong bộ sưu tập của thư viện và chúng được thay thế bản gốc bất cứ khi nào có thể. Thư viện có mối quan hệ chặt chẽ với Thư viện kỹ thuật số Oxford, đang trong quá trình số hóa một số trong nhiều vật phẩm hiếm và rất hiếm trong bộ sưu tập của Đại học.

## Kho báu của thư viện
Bộ sưu tập bản thảo
- Bản thảo Ashmole (bao gồm cả Mục sư Ashmole), được thu thập bởi Elias Ashmole
- Bản thảo Carte, được Thomas Carte thu thập (1686-1754)
- Bản thảo Douce, được tặng cho thư viện bởi Francis Douce vào năm 1834
- Bản thảo Laud, được Đức Tổng Giám mục William Laud tặng cho thư viện trong khoảng thời gian từ 1635 đến 1640
- Những lá thư của nhà thơ Percy Bysshe Shelley.

Bản thảo cá nhân
- Codex Bodley
- Codex Ebnerianus
- Codex Laudianus
- Bộ luật Codex
- Codex Mendoza
- Codex Tischendorfianus III
- Codex Tischendorfianus IV
- Huntington MS 17, bản thảo cổ nhất với văn bản hoàn chỉnh của bốn Phúc âm ở Bohairic (Coplic).
- Magna Carta (bốn bản)
- Bài hát của Roland
- Bản thảo Vernon (Oxford, Thư viện Bodleian, MS Eng. Poet.a.1), bản thảo tồn tại lâu nhất và quan trọng nhất được viết bằng tiếng Anh trung cổ.[49][50]

Sách in cá nhân
- Một cuốn Kinh thánh Gutenberg, ca. 1455, một trong số 21 bản duy nhất còn tồn tại.
- First folio của Shakespeare, 1623
- Sách Bay Psalm, 1640. Một trong 11 bản sao còn sót lại của cuốn sách đầu tiên được in ở Bắc Mỹ và là bản duy nhất hải ngoại Hoa Kỳ.
- Cuốn sách đầu tiên được in bằng tiếng Ả Rập.[51]

Khác
- Bản đồ Gough [52]
- Shikshapatri
- Bản thảo Bakhshali

## Thủ thư của Bodley
Người đứng đầu Thư viện Bodleian được gọi là "Thủ thư Bodley". Người thủ thư đầu tiên, Thomas James, được Bodley chọn vào năm 1599 và trường đại học đã xác nhận James trong bài đăng của ông vào năm 1602. Bodley muốn người thủ thư của mình là "một người được chú ý và biết đến là một sinh viên siêng năng và trong tất cả các cuộc trò chuyện của họ đáng tin cậy, tích cực và kín đáo, một sinh viên tốt nghiệp và một nhà ngôn ngữ học, không bị vướng vào hôn nhân, cũng không được hưởng lợi một Thánh chức", mặc dù James đã có thể thuyết phục Bodley cho phép anh ta kết hôn và trở thành Hiệu trưởng của Nhà thờ St Aldate's, Oxford.
Tổng cộng, 25 người đã làm chức thủ thư của Bodley; mức độ siêng năng của họ đã thay đổi qua nhiều năm. Thomas Lockey (1660-1665) được coi là không phù hợp với chức vụ, John Hudson (1701-1719) đã được mô tả là "sơ suất nếu không có khả năng", và John Price (1768-1813) đã bị buộc tội bởi một học giả đương đại về "sự bỏ bê thường xuyên và liên tục nhiệm vụ của mình".
Sarah Thomas, người phục vụ từ năm 2007 đến 2013, là người phụ nữ đầu tiên giữ vị trí này và là Thủ thư thứ hai (sau người tiền nhiệm của bà, Reginald Carr) cũng là Giám đốc Dịch vụ Thư viện của Đại học Oxford (nay là Thư viện Bodleian). Thomas, người Mỹ, cũng là thủ thư nước ngoài đầu tiên điều hành Bodleian. Người kế vị của cô từ tháng 1 năm 2014 là Richard Ovenden, người từng là Phó thủ thư dưới quyền bà Thomas.

## Trong văn hóa
Tiểu thuyết
Bodleian được sử dụng làm bối cảnh nền trong Gaudy Night của Dorothy L. Sayers.
Từ khi J. R. R. Tolkien đã nghiên cứu triết học tại Oxford và cuối cùng trở thành giáo sư, ông rất quen thuộc với Sách đỏ Hergest được lưu giữ tại Bodleian. Tolkien sau đó đã viết nên cuốn Sách đỏ Westmarch hư cấu của riêng mình kể câu chuyện về Chúa tể của những chiếc nhẫn. Nhiều bản thảo của Tolkien hiện đang ở thư viện.
Phim ảnh
Kiến trúc tinh xảo của Thư viện đã biến nó thành một địa điểm yêu thích của các nhà làm phim. Có thể thấy trong cảnh mở đầu của The Golden Compass, Brideshead Revisited (series phim truyền hình 1981), Another Country (1984), The Madness of King George III (1994), và hai tập trong bộ phim Harry Potter đầu tiên, trong đó có cảnh trường Divinity và Thư viện Duke Humfrey gọi là thư viện Hogwarts trong phim. Trong The New World (2005), tòa nhà thư viện được miêu tả là lối vào Tòa án Hoàng gia của chế độ quân chủ Anh. Bodleian cũng xuất hiện trong Thanh tra Morse của series Lewis, trong tập "And the Moonbeams Kiss the Sea", nơi một vụ giết người diễn ra dưới tầng hầm. Nó cũng xuất hiện trong tập "Fugue" của Thanh tra Morse trong series Endeavour như bằng chứng cho một manh mối đảo chữ do một kẻ giết người hàng loạt để lại cho Morse trẻ.
Đoạn trích dẫn
Một vài từ đầu tiên của phiên bản Latinh của lời thề của người đọc đã lưu ý ở trên (Do fidem me nullum librum vel) có thể được tìm thấy trên mũ của nhà ngôn ngữ học trong miniseries năm 1996 Gulliver's Travels. Nó cũng được trích dẫn trong Thư viện Học viện Phillips Exeter.